# Evelyn Akhator
Osaretin Evelyn Akhator (Lagos, 3 febbraio 1995) è una cestista nigeriana.

## Carriera
È stata selezionata dalle Dallas Wings al primo giro del Draft WNBA 2017 (3ª scelta assoluta).
Con la Nigeria ha disputato i Campionati mondiali del 2018 e due edizioni dei Campionati africani (2017, 2019).